# Eugene Cernan
Eugene Andrew (Gene) Cernan (Chicago, 14 maart 1934 – Houston, 16 januari 2017) was een Amerikaans astronaut die drie keer de ruimte in ging en in 1972 op de maan landde.
Cernan behaalde een bachelor-graad in de elektrotechniek aan de Purdue-universiteit. Als piloot in de United States Navy vloog hij in een North American FJ-4 Fury en een A-4 Skyhawk. Hij overleed in januari 2017 op 82-jarige leeftijd.

## Carrière als astronaut
Cernan verliet de Aarde driemaal:
- juni 1966: copiloot van de Gemini 9A
- mei 1969: LEM-piloot (Lunar Excursion Module) van de Apollo 10
- december 1972: commandant van de Apollo 17

Met zijn vlucht op de Apollo 10 en Apollo 17 werd Cernan een van de drie astronauten die tweemaal naar de maan reisden. Hij was de op een na laatste en elfde man op de maan, maar de laatste die vertrok, waarna er geen andere Apollo-vluchten volgden aangezien de oorspronkelijk geplande vluchten van de Apollo 18, 19 en 20 werden afgelast wat hem de benaming opleverde "de laatste mens op de maan". Toen hij klaarstond om op de ladder van de LEM te klimmen, sprak hij:
Bob, this is Gene, and I'm on the surface; and, as I take man's last step from the surface, back home for some time to come – but we believe not too long into the future – I'd like to just (say) what I believe history will record. That America's challenge of today has forged man's destiny of tomorrow. And, as we leave the Moon at Taurus-Littrow, we leave as we came and, God willing, as we shall return, with peace and hope for all mankind. Godspeed the crew of Apollo 17.
Nederlandse vertaling:
Bob, dit is Gene, en ik ben op het maanoppervlak; en, terwijl ik de laatste menselijke voetsporen achterlaat, we blijven hier een tijdje weg – maar ook weer niet te lang, denken we – wil ik even kwijt wat ik denk dat de geschiedschrijving gaat zeggen. Dat Amerika’s uitdaging van vandaag het lot van de mensheid van morgen heeft gesmeed. Nu we de maan en Taurus-Littrow verlaten, gaan we zoals we gekomen zijn en, als God het wil, zoals we zullen terugkeren, met vrede en hoop voor de hele mensheid. Veel succes voor de bemanning van Apollo 17.

## Vernoeming
- Een Enhanced Cygnus ISS-bevoorradingsvoertuig van Orbital ATK werd S.S. Gene Cernan gedoopt. Deze werd op 12 november 2017 gelanceerd voor bevoorradingsvlucht CRS-8.
- De eerste raket van Space Launch System zal Cernan-1 heten.

## Afbeeldingen

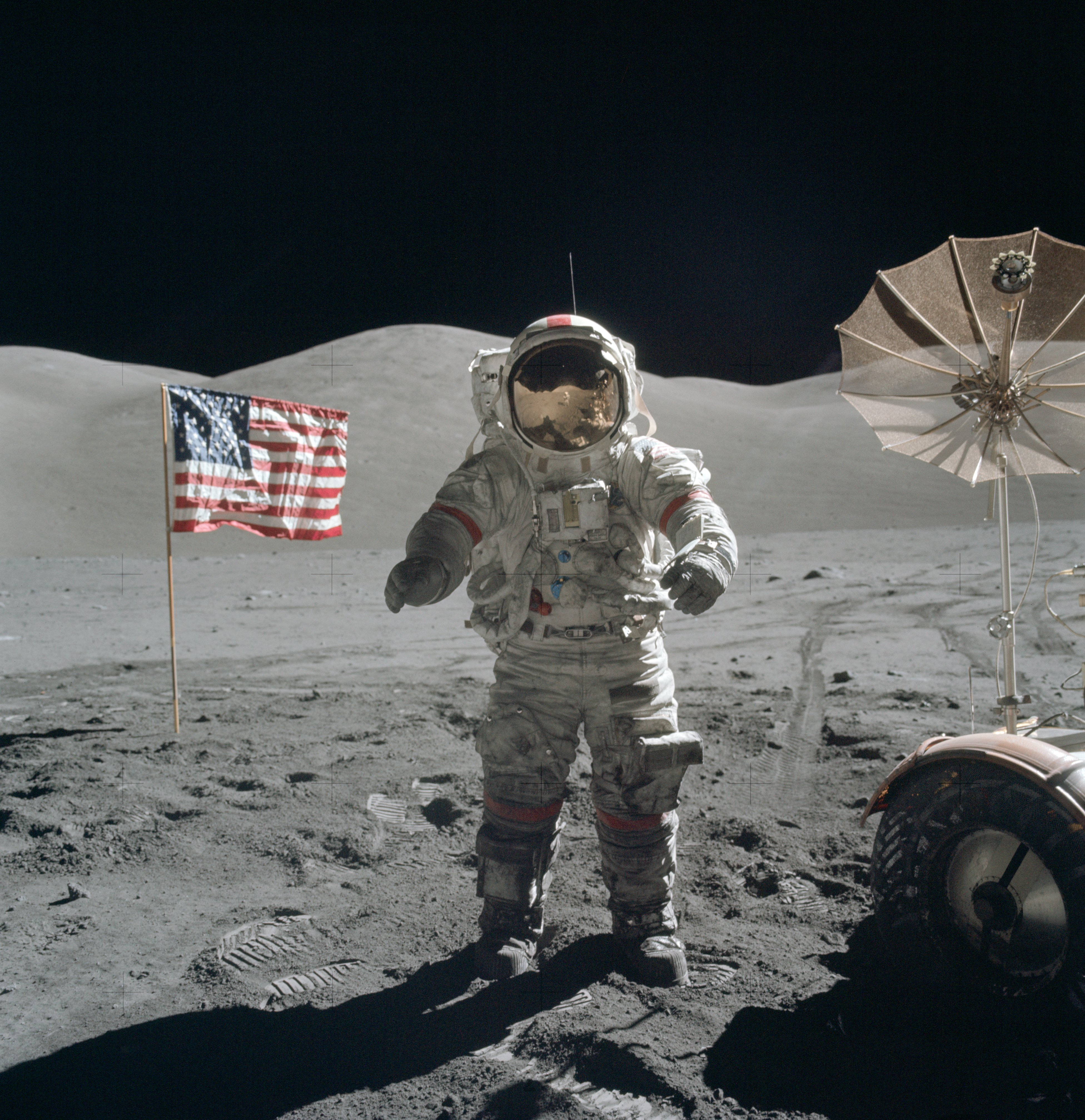
Cernan op de maan in 1972